# HMS Anson (79)
Pour les autres navires du même nom, voir HMS Anson.
Le HMS Anson (pennant number 79) est un cuirassé de la classe King George V ayant servi dans la Royal Navy lors de la Seconde Guerre mondiale.

## Construction
Les termes du traité naval de Londres, signé le 22 avril 1930, prolongeaient ceux du Traité de Washington de 1922 limitant le tonnage des navires de guerre des marines du Royaume-Uni, de l'empire du Japon, de la France, de l'Italie et des États-Unis. Le tonnage de la marine allemande était quant à lui contrôlé par le traité de Versailles. À l'échéance de ce traité, le 31 décembre 1936, le Royaume-Uni manquait cruellement de cuirassés modernes. Durant cette période (1922-1936), les études de l'Amirauté portaient sur des navires selon les limitations des traités en question. En raison de la nécessité urgente de cuirassés l'Amirauté n'avait pas assez de temps pour retravailler les plans pour des navires avec des canons de 16 pouces comme armement principal.
La quille du quatrième navire de la classe est posée chez Swan Hunter (Tyne and Wear) le 20 juillet 1937. À l'origine, il devait être nommé HMS Jellicoe d'après l'amiral John Jellicoe, commandant de la Home Fleet lors de la bataille du Jutland en 1916. Il est néanmoins décidé de le nommer HMS Anson en février 1940. Il est lancé le 24 février 1940 et est achevé le 22 juin 1942. Son achèvement est retardé principalement en raison de l'inclusion de radars et d'armements anti-aériens.

## Nom
Il est nommé HMS Anson d'après l'amiral George Anson qui effectua entre 1740 et 1744 un voyage autour du monde.

## Service actif

### Seconde Guerre mondiale

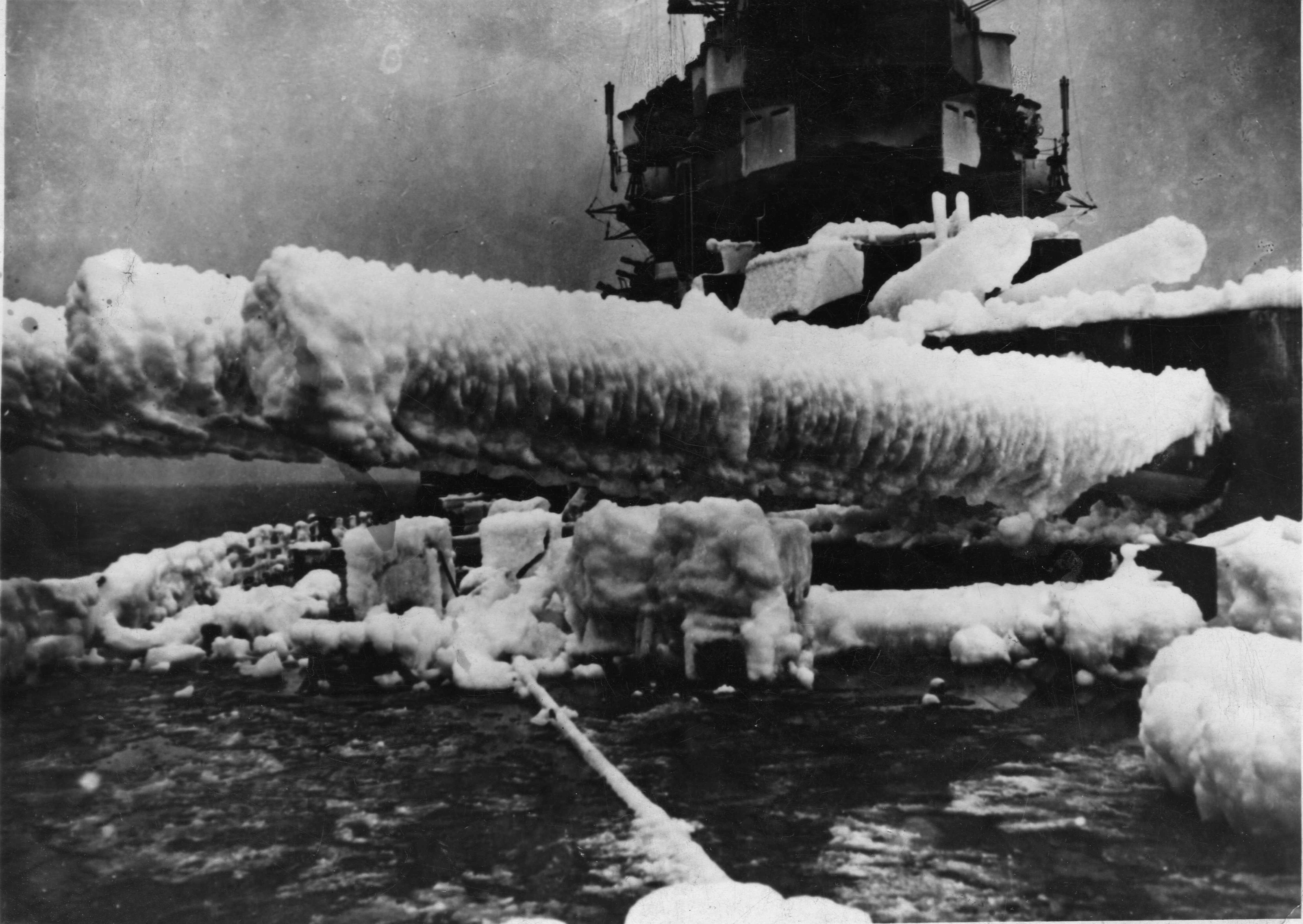
Le HMS Anson lors de ses protections de convoi dans l'Arctique.

Après sa mise en service en 1942, le Anson est envoyé en Arctique avec une grande partie de la Home Fleet afin d'escorter les convois arctiques pour l'URSS. Le 12 septembre 1942, il est envoyé comme force lointaine couvrir le convoi QP 14, avec son sister-ship le HMS Duke of York, le croiseur léger HMS Jamaica et les destroyers HMS Keppel, HMS Mackay, HMS Montrose et HMS Bramham. Le 29 décembre l'Anson fournit une couverture lointaine pour le convoi JW.51B avec le croiseur HMS Cumberland et les destroyers HMS Forester, HMS Icarus et HMS Impulsive. Les 23 et 24 janvier, il fournit une couverture éloignée au convoi JW.52 avec le croiseur HMS Sheffield, les destroyers HMS Echo, HMS Eclipse, HMS Faulknor, HMS Inglefield, HMS Montrose, HMAS Queenborough, HMS Raider et de destroyer polonais ORP Orkan. Le 29 janvier, le convoi RA.52 quitte la péninsule de Kola, avec une couverture lointaine fournie par le Anson, le croiseur HMS Sheffield, les destroyers HMS Inglefield, HMS Oribi, HMS Obedient et le destroyer polonais ORP Orkan.
En juin 1942, le cuirassé HMS Centurion (vieux navire datant de 1911) est maquillé pour lui donner l’apparence du Anson. Il se trouve en mer Méditerranée et agit comme un leurre lors de l'opération Vigorous.
En juillet 1943, le Anson prend part à des mouvements de diversion conçus pour détourner l'attention lors de la préparation de l'opération Husky (débarquement des troupes alliés en Sicile). En octobre de la même année, avec le HMS Duke of York et le croiseur américain USS Tuscaloosa, il fournit une couverture au porte-avions USS Ranger lors de l'opération Leader contre des positions allemandes en Norvège.
En février 1944, en compagnie du cuirassé français Richelieu et d'une force composée de croiseurs et destroyers, le Anson escorte le porte-avions HMS Furious lors de l'opération Bayleaf (frappes aériennes contre des cibles allemandes en Norvège). Le 3 avril, il couvre l'opération Tungsten, toujours en Norvège, permettant d'endommager le cuirassé allemand Tirpitz. Au cours de cette opération, le Anson est le navire amiral de Henry Moore, vice-amiral.
Le Anson sort du service actif en juin 1944 pour des rénovations. Il est de retour dans la flotte en mars 1945. Avec le HMS Duke of York, ils part alors rejoindre la British Pacific Fleet. Au moment où les deux navires arrivent sur le théâtre des opérations, les hostilités sont bientôt finies. Ils quittent Sydney pour Hong Kong le 15 août et, avec d'autres navires du Royaume-Uni et du Commonwealth, acceptent la capitulation des forces d'occupation japonaises de Hong Kong. Le Anson est également présent dans la baie de Tokyo lors de la capitulation du Japon à bord du USS Missouri.

### Après la guerre
À la fin de la guerre, le Anson est le navire-amiral du 1er Battle Squadron de la British Pacific Fleet. Il aide ainsi à la réoccupation de Hong Kong. Après un bref carénage, il navigue de Sydney à Hobart en février 1946 avec à son bord le duc et la duchesse de Gloucester.
Le Anson est de retour en Grande-Bretagne le 29 juillet 1946. Après une courte rénovation, il reprend son service en temps de paix. Il est placé dans la réserve en novembre 1949. Il est remorqué au Gare Loch en 1951. Le 17 décembre 1957, il est envoyé à la démolition chez Shipbreaking Industries à Faslane.

### Sources
- (en) Cet article est partiellement ou en totalité issu de l’article de Wikipédia en anglais intitulé « HMS Anson (79) » (voir la liste des auteurs).